# Brian Kernighan
Brian Wilson Kernighan (Toronto, 1942. január 1.) kanadai számítógéptudós, aki a Bell Labsnél dolgozott, részt vett a Unix kifejlesztésében Ken Thompsonnal és Dennis Ritchie-vel. Társszerzője az Awk és AMPL programozási nyelveknek. A K&R C könyv szerzői közt a K betű, valamint az AWK K betűje egyaránt Kernighant jelöli.
Kernighan neve széles körben ismertté vált az első C programozási nyelv könyv társszerzőjeként Dennis Ritchie-vel együtt. Kernighan megerősítette, hogy nem vett részt a C nyelv tervezésében ("ez teljesen Dennis Ritchie munkája volt"). Számos Unix program szerzője volt, pl. ditroff és cron a Unix Version 7-hez.
Shen Linnel közösen dolgozott ki jól ismert heurisztikákat a NP-teljes optimalizációs problémákra: gráf particionálásra és az utazó ügynök problémára. (Az authoriális egyenlőség megjelenítésében az előbbit általában Kernighan–Lin algoritmusnak hívják, míg az utóbbit stílusosan Lin–Kernighan-nek.)
Kernighan szoftveres szerzője volt a Prentice Hall Internationalnek. A "Software Tools" (szoftver eszközök) sorozata elterjesztette 'C/Unix gondolkodásmód' esszenciáját BASIC-, FORTRAN- és Pascal-átalakításokkal. A legfigyelemreméltóbb az ő 'Ratfor' (rational FORTRAN)-ja volt, amit a nagyközönség elé tárt.
Kijelentette, hogy ha egy lakatlan szigetre csak egyetlen programozási nyelvet vihetne magával, akkor az bizonyosan a C nyelv lenne.
Kernighan találta ki a Unix kifejezést az 1970-es években. Eredetileg a kifejezés a Unics (jelentése Uniplexed Information and Computing Service, játékosan Multics) volt, amely később Unixra változott. Kernighan továbbá ismert még a "What You See Is All You Get (WYSIAYG)" (Amit látsz, csakis azt kapod) kifejezésről is, ami szarkasztikusabb változata az eredeti "What You See Is What You Get" (WYSIWYG) (Amit látsz, azt kapod) kifejezésnek. Kernighan kifejezését arra használják, hogy rámutassanak arra, hogy a WYSIWYG rendszerek eldobhatnak információkat bizonyos dokumentumokból, amik más kontextusban még hasznosak lettek volna.

## Ifjúkora és tanulmányai
Torontóban született, a Torontói Egyetemre járt 1960 és 1964 között, és a BSc fokozatát mérnök fizikusként szerezte meg. PhD fokozatát elektromérnökként a Princetoni Egyetemen szerezte meg, ahol a Számítástudományi Tanszékének professzora 2000 óta. Minden ősszel kurzust tart a "Számítógépek a mindennapi világunkban" címmel, amely bevezetést nyújt a számítástudomány alapjaiba más szakosok számára.

## Érdemeinek áttekintése
- AMPL programozási nyelv
- AWK programozási nyelv, együtt Al Aho-val és Peter J. Weinbergerrel, és könyvük Az Awk programozási nyelv
- ditroff, azaz "eszközfüggetlen troff", amely lehetővé teszi a troff használatát bármilyen eszközön
- A programozási stílus elemei, P. J. Plaugerrel
- Az első dokumentált Hello, world program, Kernighan "Útmutató és bevezetés a B nyelvhez" könyvében, (1972)
- Ratfor
- Szoftver Eszközök, könyv és eszközkészlet a Ratforhoz, amelyet részlegesen P. J. Plaugerrel együtt készítették
- Szoftver eszközök Pascal nyelven, könyv és eszközkészlet a Pascalhoz, P. J. Plaugerrel közösen
- A C programozási nyelv a C megalkotójával Dennis Ritchie-vel, az első könyv a C-ről
- Az eqn typesetting nyelv troffhoz, Lorinda Cherryvel
- Az m4 makro feldolgozó nyelv Dennis Ritchie-vel
- A pic typesetting nyelv a troffhoz
- A programozás gyakorlata könyv Rob Pike-kal
- A Unix programozási nyelv könyv Rob Pike-kal
- "A Pascal miért nem a kedvenc programozási nyelvem?", egy népszerű kritikai írás Niklaus Wirth Pascaljáról. A kritika némely része már elavult az ISO 7185 (Programozási nyelvek – Pascal) standard óta. (AT&T Computing Science Technical Report #100.)

## Írásai
- A programozási stílus elemei (1974, 1978, PJ Plaugerrel)
- Szoftver eszközök (1976,PJ Plaugerrel)
- A C programozási nyelv ('K&R') (1978, 1988, Dennis M. Ritchie-vel), magyarul is megjelent
- Szoftver eszközök Pascalban (1981, PJ Plaugerrel)
- A Unix programozási környezet (1984, Rob Pike-kal), magyarul is kiadták
- Az AWK programozási nyelv (1988, Al Ahóval és Peter J. Weinbergerrel)
- A programozás gyakorlata (1999, Rob Pike-kal)
- AMPL: Egy modellező nyelv a matematikai programozáshoz, 2. kiadás (2003, Robert Fourerrel és David Gayjel)
- D, azaz digitális: Amit egy jól informált személynek tudnia kéne a számítógépekről és kommunikációról (2011)

## Magyarul megjelent művei
- B. W. Kernighan–P. J. Plauger: A programozás fortélyai; ford. Seprődi László; Műszaki, Bp., 1982
- B. W. Kernighan–P. J. Plauger: A programozás magasiskolája; ford. Bakos Tamás; Műszaki, Bp., 1982
- B. W. Kernighan– Dennis M. Ritchie: A C programozási nyelv; ford. Siegler András; Műszaki, Bp., 1985
- Brian W. Kernighan–Rob Pike: A UNIX operációs rendszer; ford. Turi Gabriella, Kovács Tibor, versford. Tandori Dezső; Műszaki, Bp., 1988
- Brian W. Kernighan–Dennis M. Ritchie: A C programozási nyelv. Az ANSI szerint szabványosított változat; ford. Molnár Ervin; Műszaki, Bp., 1996

## Fordítás
- Ez a szócikk részben vagy egészben  a   Brian Kerninghan című angol Wikipédia-szócikk ezen változatának fordításán alapul.  Az eredeti cikk szerkesztőit annak laptörténete sorolja fel. Ez a jelzés csupán a megfogalmazás eredetét és a szerzői jogokat jelzi, nem szolgál a cikkben szereplő információk forrásmegjelöléseként.